# Повітряні сили КНДР
Військово-повітряні та протиповітряні сили Корейської народної армії (кор. 조선인민군 항공 및 반항공군, 朝鮮人民軍航空및反航空軍) — один з видів Збройних сил КНДР. Були сформовані 20 серпня 1947 року, у 1948 — 2012 рр. — Військово-повітряні сили Корейської народної армії. Перше бойове застосування відбулося 25 червня 1950 року. Літаки Північної Кореї брали участь у Корейській війні (1950 — 1953). Основу технічного парку становлять радянські літаки та вертольоти (або їх китайські копії), переважно, 50-х-70-х років випуску. Однак, на озброєнні знаходяться і сучасніші літаки, такі як МіГ-29.
КНДР має приблизно 1100 військових літаків і гелікоптерів.

## Історія

### Формування та Корейська війна
Формування північнокорейських військово-повітряних сил розпочалося за кілька місяців після звільнення Кореї від японських окупаційних військ. Цей процес ускладнювався тим, що авіабази та авіаремонтні підприємства японської авіації розташовувалися, в основному, у Південній Кореї, а корейці, які служили у ВПС Японії, вважалися зрадниками Батьківщини. Таким чином, підготовка кадрів для авіації проводилася на базі авіаклубів у Пхеньяні, Сінджі, Чхонджині. Технічне оснащення авіаклубів та інструкторів їм надавали радянські війська, які розташовувалися після війни біля Північної Кореї. Першими літаками, на яких навчалися корейські льотчики, були По-2, УТ-2, Як-18. Проблема кваліфікованих кадрів вирішувалася також рахунок створення змішаних радянсько-корейських підрозділів. До авіаклубів та створених пізніше військово-авіаційних училищ комуністи намагалися залучати найбільш грамотних юнаків та дівчат, насамперед із числа студентів. Пізніше льотно-технічний персонал навчався у СРСР та Китаї.

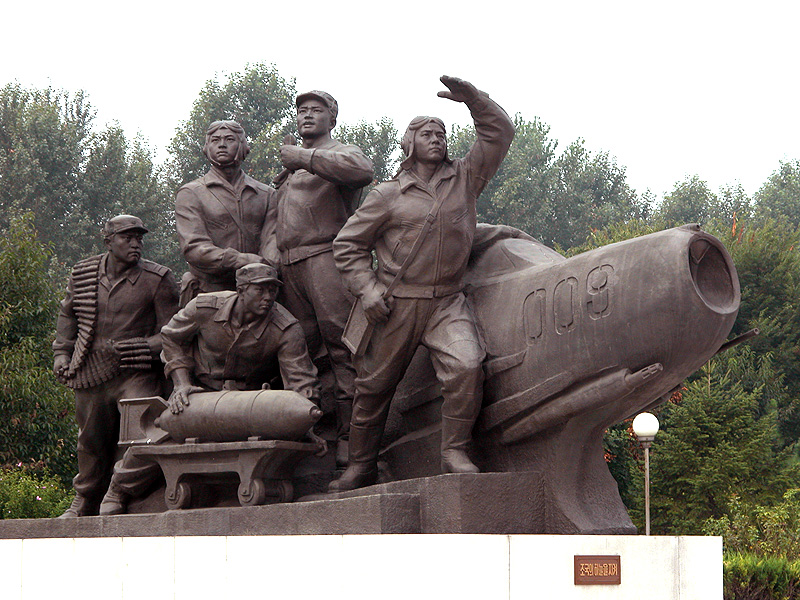
Пам'ятник корейським льотчикам - учасникам війни 1950-1953 років.

Уламки винищувача F-86 «Сейбр» ВПС США, знищеного біпланом По-2 ВПС КНДР

Після початку Корейської війни ВПС КНДР забезпечували підтримку з повітря танкових і піхотних з'єднань, що наступали на південь. За бої в районі Теджона звання "Гвардійський Теджонський" удостоївся і 50-й винищувальний полк ВПС КНДР звання зберіг і після війни). Однак, після втручання у війну армії США та їх союзників, більша частина авіації КНДР була знищена, а залишки ВПС перелетіли на територію Китаю. До 21 серпня 1950 року авіація КНА все ще мала у своєму складі 21 боєготовий літак (20 штурмовиків і 1 винищувач). Взимку 1950-51 років активно діяв полк нічних бомбардувальників, який літав спочатку на По-2, потім на Як-11 і Як-18, і завдавав американцям досить серйозних ударів. Пізніше до нічної роботи підключили пару ескадрилій з 56-го винищувального авіаполку та деякі китайські, які літали переважно на Ла-9 / Ла-11.

### Післявоєнний час

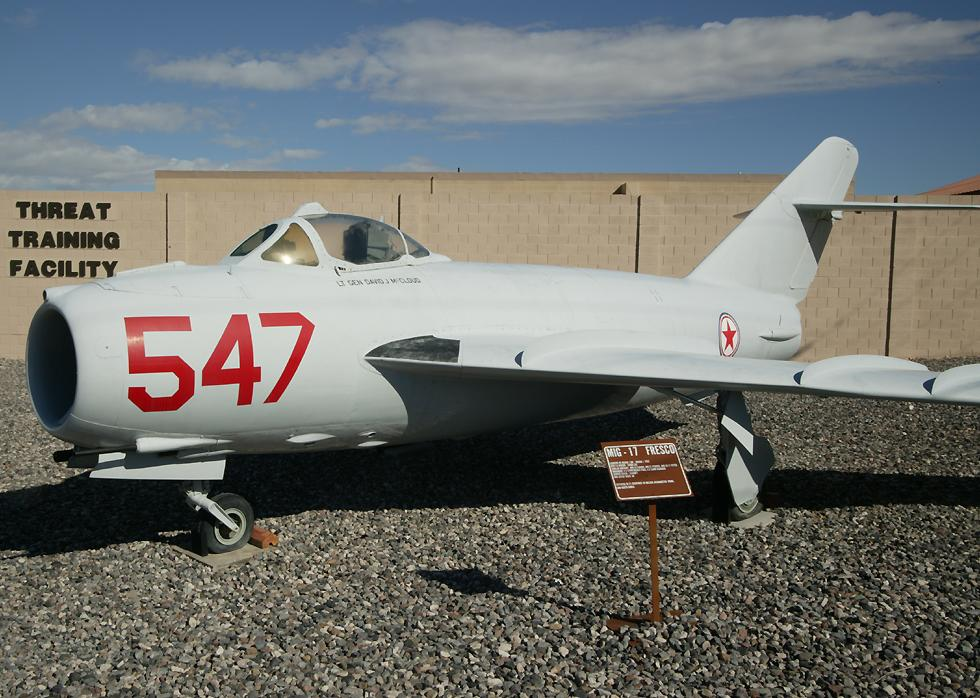
МіГ-17 ВПС КНДР

Після 1956 на озброєння ВПС надійшли кілька десятків винищувачів МіГ-17 Ф, вертольоти Мі-4 і Мі-4ПЛ. У 1958 році корейці отримали з СРСР винищувачі-перехоплювачі МіГ-17 ПФ, після підписання Договору про взаємодопомогу та оборонну співпрацю між СРСР і КНДР ВПС КНДР отримали в 1961-62 роках надзвукові винищувачі МіГ-19 С і зенітно- 2 Беркут», після 1965 року — винищувачі МіГ-21 Ф та зенітно-ракетні комплекси С-75 «Двіна».
Шістдесяті – сімдесяті роки для ВПС КНДР стали часом численних прикордонних інцидентів за участю ВПС:
- 17 травня 1963 р. наземними засобами ППО над територією КНДР було збито американський вертоліт OH-23 8-ї армії. Обидва пілоти були взяті в полон і були звільнені через рік[3].
- 19 січня 1967 р. сторожове судно Tang Po (PCE-56) ВМС Південної Кореї було атаковано північнокорейськими кораблями (за іншими даними — береговими батареями) на північ від демаркаційної зони, і потім потоплено винищувачами МіГ-21.
- 23 січня 1968 р. північнокорейськими моряками за підтримки з боку двох МіГ-21 у територіальних водах КНДР було затримано та відбуксовано до порту Вонсан розвідувальне судно ВМФ США «Пуебло» (USS Pueblo)[4].
- 15 квітня 1969 р. два МіГ-17 ВПС КНДР збили літак далекого радіолокаційного виявлення ЄС-121 ВМС США. Літак із 31 військовослужбовцями на борту впав у Японське море[3].
- 14 липня 1977 р. літаки МіГ-21 збили американський гелікоптер СН-47 Chinook у повітряному просторі КНДР. Через два дні пілота, що вижив, і тіла трьох інших членів екіпажу видали США[3].
- 17 грудня 1994 р. з ПЗРК «Wha-Sung» було збито американський вертоліт OH-58 D, що заглибився на 4 милі у повітряний простір КНДР. Один пілот загинув, другий був узятий у полон і звільнений за 13 днів.

На початку 80-х відбулася чергова модернізація ВПС. На додаток до 150 МіГ-21, що були раніше, на бойову службу вступають 60 винищувачів-перехоплювачів МіГ-23 П і фронтових винищувачів МіГ-23МЛ, а з КНР — 150 штурмовиків Q-5 Nanchang. Поповнився список гелікоптерів: ще 10 Мі-2 та 50 Мі-24. У травні-червні 1988 року в КНДР надійшли перші шість МіГ-29, до кінця року завершилася передача всієї партії з 30 літаків і ще 20 штурмовиків Су-25 К. Наприкінці 80-х через треті країни було придбано 87 американських гелікоптерів Hughes MD- 500 (цивільної модифікації), їх як мінімум 60 було перероблено на бойові.

### Розвал соціалістичного табору

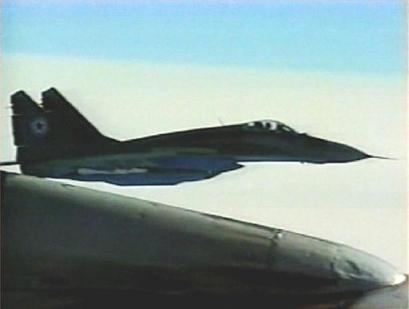
МіГ-29 ВПС КНДР

З розвалом соціалістичного табору наприкінці 1980-х — на початку 1990-х років військова авіація КНДР почала відчувати значні труднощі. Літаки радянського та китайського виробництва, що знаходилися на озброєнні ВПС КНДР, у своїй масі фізично та морально застаріли, а їх екіпажі, що навчаються за застарілими методиками та в умовах гострого дефіциту палива, справді мають мало досвіду. Водночас північнокорейські літаки надійно приховані в підземних ангарах, а злітно-посадкових смуг для них є з надлишком. У КНДР побудовано багатокілометрові шосе з бетонним покриттям та арочними залізобетонними тунелями (наприклад, автострада Пхеньян-Вонсан), які у разі війни можуть використовуватись як військові аеродроми. Виходячи з цього можна стверджувати, що знищити північнокорейську авіацію першим ударом навряд чи вдасться. Потужна система ППО, яку американська розвідка вважає «найщільнішою системою протиракетної та протилітацької оборони у світі», налічує понад 9 тисяч зенітних артсистем: від легких зенітно-кулеметних установок до найпотужніших у світі 100-мм зенітних знарядь, а також самохідні зенітні -57 та ЗСУ-23-4 «Шилка». Є кілька тисяч пускових установок зенітних ракет - від стаціонарних комплексів С-75, С-125, С-200 та мобільних " Куб " і " Стріла-10 " до переносних установок. Для навчання льотного складу до початку 90-х років було більше 100 поршневих літаків CJ-5 та CJ-6 (китайська модифікація Як-18), 12 реактивних L-39 чехословацького виробництва, а також кілька десятків навчально-бойових МіГ-21, МіГ -23, МіГ-29 та Су-25 . На них, насамперед, літають льотчики елітних 50-го гвардійського та 57-го винищувальних авіаполків, озброєних літаками МіГ-23 та МіГ-29; вони базуються поблизу Пхеньяну та здійснюють прикриття столиці КНДР з повітря. Чималий досвід нагромадили й інструктори, які навчали авіафахівців у багатьох країнах «третього світу». ВПС Північної Кореї на сьогоднішній день є досить великою силою, з якою змушені вважатися ймовірні противники.

### Наші дні
Наприкінці 90-х років. почалися розробки в області БПЛА: при Кім Чен Ірі було придбано невизначене число радянських безпілотників Ту-143, а за Кім Чен Ина — кілька американських літаків-мішеней MQM-107 Streaker, переобладнаних в ударні.
У 2000-ті роки. керівництво КНДР намагалося купити сучасні види бойових літаків: у 2001 та 2003 роках. — у Росії, 2011 р. — у Китаї (J-10, J-11), проте всі ці прохання були відхилені. З подібною метою - закупівлею сучасних видів озброєння - імовірно був у Росії в 2011 році незадовго до своєї смерті Кім Чен Ір. У 2013 році державні ЗМІ КНДР показали кадри застосування під час військових навчань об'єкта, схожого на БПЛА, що врізається в гору, повідомлялося про застосування «високоткових безпілотників». Дещо раніше об'єкт, що нагадує БПЛА, був показаний на військовому параді в Пхеньяні.
У той же час, аналітики, негативно оцінюючи постачання всіх типів авіаційної техніки з боку Росії та Xi'an JH-7 — з боку Китаю, не виключають постачання КНДР винищувачів сімейства J-11. У 2012 р. ВПС КНА були об'єднані з військами протиповітряної оборони та перейменовані на Військово-повітряні та протиповітряні сили КНА.

## Структура
Станом на 1996 рік, ВПС КНДР складалися з шести авіадивізій (трьох бойових, двох військово-транспортних та однієї навчально-тренувальної), які перебували у прямому підпорядкуванні Національного авіаційного командування.

## Пункти базування

Бази військово-повітряних сил Корейської Народно-Демократичної Республіки

Згідно з супутниковими знімками, Північна Корея має 24 діючі аеродроми і 3 вертолітні майданчики для базування своєї авіації, а також велику кількість окремих злітно-посадкових смуг. Загальна кількість військово-повітряних баз сягає 70.
| Місце розташування           | Координати                                                              | ВПП                                  | Оснащення                                       |
| ---------------------------- | ----------------------------------------------------------------------- | ------------------------------------ | ----------------------------------------------- |
| Ийджу (кор. 의주군)          | 40°05′14″ пн. ш. 124°24′27″ сх. д. / 40.08722° пн. ш. 124.40750° сх. д. | 2500 м, бетон                        | 1 Мі-2                                          |
| Кусон (кор. 구성시)          | 39°55′38″ пн. ш. 125°12′26″ сх. д. / 39.92722° пн. ш. 125.20722° сх. д. | 2500 м, бетон                        | 24 МіГ-17                                       |
| Тхечхон (кор. 태천군)        | 39°54′10″ пн. ш. 125°29′21″ сх. д. / 39.90278° пн. ш. 125.48917° сх. д. | 2000 м, бетон                        | ?                                               |
| Кечхон (кор. 개천시)         | 39°45′10″ пн. ш. 125°54′04″ сх. д. / 39.75278° пн. ш. 125.90111° сх. д. | 2500 м, бетон                        | 31 МіГ-17, 5 Су-7                               |
| Пукчхон (кор. 북청군)        | 39°30′16″ пн. ш. 125°57′52″ сх. д. / 39.50444° пн. ш. 125.96444° сх. д. | 2500 м, бетон, вертолітний майданчик | 34 МіГ-21, 24 МіГ-23, 15 Мі-8, 4 Мі-26, 11 Мі-2 |
| Сунчхон (кор. 순천시)        | 39°24′41″ пн. ш. 125°53′28″ сх. д. / 39.41139° пн. ш. 125.89111° сх. д. | 2500 м, бетон                        | 18 Су-25, 12 МіГ-21, 6 Су-7, 1 МіГ-29           |
| Ончхон (кор. 온천군)         | 38°53′00″ пн. ш. 125°14′00″ сх. д. / 38.88333° пн. ш. 125.23333° сх. д. | 2600 м, бетон                        | 83 МіГ-19, 4 МіГ-23, 2 МіГ-21                   |
| Хваньчжу                     | 38°39′00″ пн. ш. 125°48′00″ сх. д. / 38.65000° пн. ш. 125.80000° сх. д. | 2500 м, бетон                        | 37 МіГ-21, 6 МіГ-17, 2 Мі-2                     |
| Кваїль (кор. 과일군)         | 38°25′00″ пн. ш. 125°01′00″ сх. д. / 38.41667° пн. ш. 125.01667° сх. д. | 2500 м, бетон                        | 19 МіГ-21, 9 МіГ-29                             |
| Тьячхян (кор. 태탄읍)        | 38°08′00″ пн. ш. 125°15′00″ сх. д. / 38.13333° пн. ш. 125.25000° сх. д. | 2500 м, бетон                        | 13 МіГ-17, Ил-28                                |
| Аеропорт Сунан (кор. 안구역) | 39°12′00″ пн. ш. 125°40′00″ сх. д. / 39.20000° пн. ш. 125.66667° сх. д. | 3375 м, бетон 4200 м, бетон          | 5 Мі-8                                          |
| Мірим                        | 39°01′00″ пн. ш. 125°51′00″ сх. д. / 39.01667° пн. ш. 125.85000° сх. д. | 1250, бетон                          | закрито                                         |
| Коксан (кор. 곡산군)         | 38°42′00″ пн. ш. 126°36′00″ сх. д. / 38.70000° пн. ш. 126.60000° сх. д. | 2500 м, бетон                        | 4 МіГ-17, 36 МіГ-19, 8 МіГ-21                   |
| Хьон-ні                      | 38°37′00″ пн. ш. 127°27′00″ сх. д. / 38.61667° пн. ш. 127.45000° сх. д. | 2600 м, бетон                        | ?                                               |
| Токсан                       | 40°00′00″ пн. ш. 127°37′00″ сх. д. / 40.00000° пн. ш. 127.61667° сх. д. | 2500 м, бетон                        | 6 МіГ-17, 42 МіГ-21                             |
| Сондок                       | 39°45′00″ пн. ш. 127°29′00″ сх. д. / 39.75000° пн. ш. 127.48333° сх. д. | 2400 м, бетон                        | 11 Іл-14, 44 Ан-2                               |
| Вонсан (кор. 원산시)         | 39°10′00″ пн. ш. 127°29′00″ сх. д. / 39.16667° пн. ш. 127.48333° сх. д. | 2500, бетон                          | 52 МіГ-19, 13 МіГ-21                            |
| Самджійон (кор. 삼지연군)    | 41°54′00″ пн. ш. 128°25′00″ сх. д. / 41.90000° пн. ш. 128.41667° сх. д. | 3375 м, бетон                        | 27 МіГ-15                                       |
| Хесан (кор. 혜산시)          | 41°23′00″ пн. ш. 128°12′00″ сх. д. / 41.38333° пн. ш. 128.20000° сх. д. | 1375 м, ґрунт                        | ?                                               |
| Хвансувон-ні                 | 40°41′00″ пн. ш. 128°09′00″ сх. д. / 40.68333° пн. ш. 128.15000° сх. д. | 3000 м, бетон                        | 44 МіГ-21                                       |
| Кільджу (кор. 길주군)        | 40°55′00″ пн. ш. 129°19′00″ сх. д. / 40.91667° пн. ш. 129.31667° сх. д. | 1500 м, ґрунт                        | Мі-2                                            |
| Оран (кор. 어랑군)           | 41°26′00″ пн. ш. 129°39′00″ сх. д. / 41.43333° пн. ш. 129.65000° сх. д. | 2500 м, бетон                        | 44 МіГ-19                                       |
| Чанджін (кор. 장진군)        | 40°22′00″ пн. ш. 127°16′00″ сх. д. / 40.36667° пн. ш. 127.26667° сх. д. | 3000 м, бетон                        | 21 Іл-28                                        |

Примітка: вказані повітряні судна, помітні на космічних знімках. Повітряні судна, які перебували в ангарах або в польоті під час зйомки, не враховувалися.

### Вертолітні майданчики ВПС КНДР
| Місце розташування       | Координати                                                               | ВПП                   | Оснащення |
| ------------------------ | ------------------------------------------------------------------------ | --------------------- | --------- |
| Сам'ян-кол (кор. 함경도) | ?39°39′57″ пн. ш. 127°12′33″ сх. д. / 39.66583° пн. ш. 127.20917° сх. д. | Вертолітний майданчик | ?         |
| Онджін (кор. 옹진군)     | ?37°56′00″ пн. ш. 125°08′00″ сх. д. / 37.93333° пн. ш. 125.13333° сх. д. | Вертолітний майданчик | ?         |
| Ковон (кор. 고원군)      | ?38°32′00″ пн. ш. 127°23′00″ сх. д. / 38.53333° пн. ш. 127.38333° сх. д. | Вертолітний майданчик | ?         |
| Пачхон                   | ?39°41′00″ пн. ш. 125°39′00″ сх. д. / 39.68333° пн. ш. 125.65000° сх. д. | Вертолітний майданчик | ?         |
| Hwagwan-dong             | ?39°16′00″ пн. ш. 125°36′00″ сх. д. / 39.26667° пн. ш. 125.60000° сх. д. | Вертолітний майданчик | ?         |
| Кесон                    | ?37°58′13″ пн. ш. 126°30′59″ сх. д. / 37.97028° пн. ш. 126.51639° сх. д. | Вертолітний майданчик | ?         |
| Канчхон                  | ?40°56′00″ пн. ш. 129°22′00″ сх. д. / 40.93333° пн. ш. 129.36667° сх. д. | Вертолітний майданчик | ?         |
| Канчхон-Південний        | ?40°54′00″ пн. ш. 129°22′00″ сх. д. / 40.90000° пн. ш. 129.36667° сх. д. | Вертолітний майданчик | ?         |
| Канчхон-Західний         | ?40°56′00″ пн. ш. 129°21′00″ сх. д. / 40.93333° пн. ш. 129.35000° сх. д. | Вертолітний майданчик | ?         |
| Косондон                 | ?39°54′00″ пн. ш. 125°52′00″ сх. д. / 39.90000° пн. ш. 125.86667° сх. д. | Вертолітний майданчик | ?         |
| Косондон                 | ?39°38′00″ пн. ш. 125°12′00″ сх. д. / 39.63333° пн. ш. 125.20000° сх. д. | Вертолётная площадка  | ?         |
| Мунходон                 | ?40°57′00″ пн. ш. 129°14′00″ сх. д. / 40.95000° пн. ш. 129.23333° сх. д. | Вертолітний майданчик | ?         |
| Пхеньян-Південний        | ?38°57′00″ пн. ш. 125°43′00″ сх. д. / 38.95000° пн. ш. 125.71667° сх. д. | Вертолітний майданчик | ?         |
| Пхеньян VIP              | ?39°02′00″ пн. ш. 125°49′00″ сх. д. / 39.03333° пн. ш. 125.81667° сх. д. | Вертолітний майданчик | ?         |
| Пакчон-Північний         | ?39°43′00″ пн. ш. 125°39′00″ сх. д. / 39.71667° пн. ш. 125.65000° сх. д. | Вертолітний майданчик | ?         |
| Пакчхон-Південний        | ?39°42′00″ пн. ш. 125°39′00″ сх. д. / 39.70000° пн. ш. 125.65000° сх. д. | Вертолітний майданчик | ?         |
| Секольчхон               | ?40°58′00″ пн. ш. 129°13′00″ сх. д. / 40.96667° пн. ш. 129.21667° сх. д. | Вертолітний майданчик | ?         |
| Сепхо-Південний (?)      | ?38°35′00″ пн. ш. 127°23′00″ сх. д. / 38.58333° пн. ш. 127.38333° сх. д. | Вертолітний майданчик | ?         |
| Штаб ВМФ                 | ?39°07′00″ пн. ш. 125°44′00″ сх. д. / 39.11667° пн. ш. 125.73333° сх. д. | Вертолітний майданчик | ?         |
| Тхечон                   | ?39°57′00″ пн. ш. 125°26′00″ сх. д. / 39.95000° пн. ш. 125.43333° сх. д. | Вертолітний майданчик | ?         |
| Юджонгдонг               | ?40°59′00″ пн. ш. 129°16′00″ сх. д. / 40.98333° пн. ш. 129.26667° сх. д. | Вертолітний майданчик | ?         |

## Техніка та озброєння
ВПС КНДР є одними з найбільш численних у світі та мають на озброєнні близько 1600 літальних апаратів. Офіційна статистика про ВПС КНДР є недоступною, тому оцінки чисельності літаків на озброєнні є приблизними.
| Harbin H-5 Іл-28    | КНР                        |  | Бомбардувальник                  | H-5              | 80          | Harbin H-5 — Китайська копія радянського бомбардувальника Іл-28.                                                                       |  |  |
| МіГ-29              | СРСР                       |  | Винищувач Учебно-боевой          | МіГ-29Б МіГ-29УБ | 35          | |  |  |
| МиГ-23              | СРСР                       |  | Винищувач Винищувач-перехоплювач | МиГ-23МЛ МиГ-23П | 46 10       | |  |  |
| Chengdu J-7 МіГ-21  | СРСР КНР                   |  | Винищувач                        | МіГ-21біс F-7A   | 30 120      | Chengdu J-7 — Китайська копія радянського винищувача МіГ-21. Модифікації експорту позначаються F-7.                                    |  |  |
| Shenyang F-5 МиГ-17 | СРСР КНР                   |  | Винищувач Навчально-бойовий      | F-5 FT-5         | 107 135     | Shenyang F-5 — Китайская копия советского истребителя МиГ-17.                                                                          |  |  |
| Shenyang F-6 МиГ-19 | СРСР КНР                   |  | Винищувач                        | F-6              | 100         | Shenyang F-6 — Китайська копія радянського винищувача МіГ-19.                                                                          |  |  |
| Су-25               | СРСР                       |  | Штурмовик Навчально-бойовий      | Су-25К Су-25УБК  | 32 4        | |  |  |
| Nanchang Q-5        | КНР                        |  | Штурмовик                        | Q-5              | 40-150      | |  |  |
| Су-7                | СРСР                       |  | Винищувач-бомбардувальник        | Су-7БМК          | 18          | |  |  |
| Су-17               | СРСР                       |  | Винищувач-бомбардувальник        |                  | 17          | |  |  |
| Тренувальні літаки  |                            |  |                                  |                  |             | |  |  |
| МиГ-15              | СРСР                       |  | Тренувальний                     | МіГ-15УТИ        | 35          | |  |  |
| Nanchang CJ-6       | СРСР КНР                   |  | Тренувальний                     | CJ-6             | 180         | Nanchang CJ-6 — Китайська копія радянського тренувального літака Як-18.                                                                |  |  |
| Гелікоптери         |                            |  |                                  |                  |             | |  |  |
| Мі-26               | СРСР                       |  | Важкий Транспортний              | Ми-26            | 4           | |  |  |
| Ми-8                | СРСР                       |  | Транспортний                     | Ми-8Т            | 15          | |  |  |
| Ми-4 Harbin Z-5     | СРСР КНР                   |  | Транспортний                     | Z-5              | 48          | |  |  |
| Ми-24               | СРСР                       |  | Ударний                          | Ми-24Д           | 20          | |  |  |
| Мі-2                | СРСР Польща Північна Корея |  | Багатоцільовий                   | PZL Mi-2         | 139         | |  |  |
| MD 500              | США                        |  | Багатоцільовий                   | MD 500           | 84          | Куплені через треті країни в демілітаризованому вигляді та модернізовані у 90-х роках.                                                 |  |  |
| БПЛА                |                            |  |                                  |                  |             | |  |  |
| Ту-143              | СРСР                       |  | Розвідувальний БПЛА              | Ту-143           | не менше 1  | При Кім Чен Ірі був куплений як мінімум 1 комплекс, вероятно в Сирии Неясно количество, а также — было ли налажено производство копий. |  |  |
| MQM-107 Streaker    | США                        |  | БПЛА-мішень/ударний              | MQM-107          | невідомо    | Деяке число було куплено на Близькому Сході у 2012 році, КНДР веде роботи з перетворення на ударні БПЛА                                |  |  |
| Пчела-1Т            | Росія                      |  | Розвідувальний БПЛА              | «Пчела»          | не менше 10 | Відповідно до військового аналітика Йозефа Бермудеза, куплені в 1997-98 роках                                                          |  |  |

## Розпізнавальні знаки

Розпізнавальний знак ВПС КНДР
Прапорець на кіль